# Tepelaardster
De tepelaardster (Geastrum corollinum) is een schimmel behorend tot de familie Geastraceae. Hij groeit van juli tot augustus in struikgewas, vaak met sprinkhanen, in xerothermische graslanden en op ruige terreinen. 

## Kenmerken
Bol- of peervormig jong vruchtlichaam met een diameter tot 2 cm. Het is bedekt met een mycelium-laag. Tijdens de rijping breekt de buitenste laag in 6 tot 10 smalle slippen (armen), lichtgrijs of hazelnootkleurig. De slippen van deze soort zijn zeer hygroscopisch. Stervormige vruchtlichamen bereiken een diameter tot 6 cm. Het bedekt de binnenste bolvorm, aanvankelijk licht, later grijsbruin, zittend. De opening aan de bovenkant is omzoomd met een niet erg duidelijke rand. Het is een van de weinige aardsterren met hygroscopische slippen die bij droog weer dichtvouwen en zo de binnenschaal afschermen.
De sporen zijn bolvormig, bruin en papillair.
De paddenstoel is oneetbaar.

## Verspreiding
In Nederland komt de tepelaardster matig algemeen voor. Hij staat op de rode lijst in de categorie 'Bedreigd' .

## Taxonomie
Voor het eerst wetenschappelijk beschreven door de Duitse natuuronderzoeker August Johann Georg Karl Batsch in 1792 als Lycoperdon corollinum. Hierna werd in 1904 overgedragen aan het geslacht Geastrum door László Hollós.